# 小矢部市立大谷小学校
小矢部市立大谷小学校（おやべしりつ おおたにしょうがっこう）は、富山県小矢部市水牧にある公立小学校。

## 概要
- 卒業生の大半は小矢部市立大谷中学校へ進学する。
- 電話番号は「0766-67-1817」。

## 沿革
- 1965年（昭和40年）4月 - 正得小学校・松沢小学校・若林小学校・荒川小学校の四校を統合し大谷小学校創立。各学校を教場とする。
- 1966年（昭和41年）4月 - 統合校舎落成。同年8月10日に落成式[2]。

## 通学区域
岡、田川の一部、石王丸、地崎、芹川、宇治新の一部、坂又、七社、五社、石名田、道明、柳原、水落、福久、小神、茄子島、野寺、高木出、赤倉、和沢、鷲ヶ島、島、福上、下島、水江新、下中、西中、金屋本江、水牧
- これらをまとめて大谷地区と呼ぶ。

## 周辺
- 富山県道368号藤森岡線
- 富山県道72号坪野小矢部線
- 小矢部市立若林保育所
- 北陸中央病院

## アクセス
- JR石動駅から市営バス正得線「大谷小学校」停留所下車、徒歩約2分。

## 著名な出身者
- 吉川由華（女子フィールドホッケー選手、北京オリンピック日本代表）